# Pinus luchuensis
Pinus luchuensis е вид растение от семейство Борови (Pinaceae). Видът е незастрашен от изчезване.

## Разпространение
Разпространен е в Япония.